# Elizabeth Laird (auteur)
Pour les articles homonymes, voir Elizabeth Laird.
Elizabeth Laird (née en 1943) est une auteur britannique de romans pour enfants et de voyages. Elle est également connue pour le grand corpus de contes qu'elle a relevés en Éthiopie. Ses livres ont été traduits en quinze langues.

## Œuvres partielles

### Quelques ouvrages traduits en français
- Le Livre des anniversaires, illustrations de Satomi Ichikawa, Paris, Éditions Gautier-Languereau, 1987
- Joue avec la famille Ours, ill. Carolyn Scrace, traduction de Renée Chaspoul, éd. Rouge et or, 1988
- Le petit tracteur, ill. de Colin Reeder , Éd. Ouest-France, 1990
- Le Jardin de Rosie, illustrations de Satomi Ichikawa, Paris, Éditions Gründ, 1992
- Mon drôle de petit frère, ill. de Ken Brown, trad. de l'anglais par Léo Ristel, Gallimard jeunesse, 1993
- Si loin de mon pays, ill. de Jean-Michel Payet, trad. de l'anglais par Janine Hérisson, Gallimard jeunesse, 1995
- L’hiver de Rosie, illustrations de Satomi Ichikawa, Paris, Éditions Gründ, 1997
- Une amitié secrète, ill. de Jason Cockcroft, trad. de l'anglais par Diane Ménard, Gallimard jeunesse, 1998
- Le garçon qui courait plus vite que ses rêves (The fastest boy in the world), traduit de l'anglais par Catherine Guillet, Flammarion, 2016

### Jeunes adultes
- Red Sky in the Morning aka Loving Ben (1988)
- Kiss the Dust (1991)
- Hiding Out (1993)
- Jay (1997)
- Jake's Tower (2001)
- The Garbage King (2003)
- A Little Piece of Ground (2003)
- Paradise End (2004)
- Secrets of the Fearless (2005)
- Oranges in No Man's Land (2006)
- Crusade (2007)
- Lost Riders (2008)
- The Witching Hour (2009)
- The Betrayal of Maggie Blair (2011)
- The Prince who Walked with Lions (2012), about Prince Alemayehu

### Livres d'images
- Rosy's Garden (1979)
- A Book of Promises (1999)
- Beautiful Bananas (2004)

### Nouvelles
- Me and My Electric (1998)
- Hot Rock Mountain (2004)

## Prix et distinctions
- Finaliste Médaille Carnegie 2015[2] pour The Fastest Boy in the World